# Span-zu-Span-Zeit
Die Span-zu-Span-Zeit bei automatischem Werkzeugwechsel nach VDI-Richtlinie 2852 Blatt 1 ist definiert als die Zeit zwischen dem Beginn des Wegführens eines auszuwechselnden Werkzeuges aus einer repräsentativen Bearbeitungsposition und dem Ende des Heranführens eines folgenden, gleich langen Werkzeuges in die gleiche Bearbeitungsposition. Dabei sind die Wegstrecken, die Drehzahl und die Werkzeugreihenfolge festgelegt.